# 瓊斯海崖
74°46′S 110°20′W / 74.767°S 110.333°W
瓊斯海崖（英語：Jones Bluffs）是南極洲的海崖，位於瑪麗伯德地的沃爾格林海岸，美國地質調查局根據測量和該國海軍的空中照片繪入地圖，現時由南極條約體系管理。